# Bălești (Gorj)
Pour les articles homonymes, voir Bălești.
Bălești est une commune roumaine située dans le județ de Gorj.